# Чаа-Хольский кожуун
Чаа-Хольский кожуун (тув. Чаа-Хөл кожуун) — административно-территориальная единица и муниципальное образование (муниципальный район) в составе Республики Тыва Российской Федерации.
Административный центр — село Чаа-Холь (Джакуль).

## География
Территория Чаа-Хольского района (кожууна) занимает площадь 2,9 тыс. км². Район создан в 1992 году. В своем составе имеет 4 сумона — Чаа-Холь, Шанчы, Ак-Туруг, Кызыл-Даг.
Районный центр — посёлок Чаа-Холь — расположен в центрально-восточной части Чаа-Хольского района (кожууна). Со столицей республики городом Кызыл его связывает хорошая асфальтированная дорога протяжённостью 189 км, до ближайшей железнодорожной станции в городе Абакан 590 км.
С северной стороны район граничит с Красноярским краем, на северо-западе — с Сут-Хольским районом, с восточной — с Улуг-Хемским районом, с юго-западной — с Дзун-Хемчикским кожууном, с южной — с Овюрским кожууном.
Особенностью Чаа-Хольского района является своеобразная гидрографическая сеть, которая представлена Саяно-Шушенским водохранилищем, реками — Кожай, Чаа-Холь, Хемчик, Бай-Булун, Улуг-Кара-Суг, Бидилиг, Чинге, Орта-Хем, Куйлуг-Хем.

### Климат
Чаа-Хольский кожуун приравнен к районам Крайнего Севера.
Климат резко континентальный. Зима холодная продолжительная и малоснежная, с ясной и тихой погодой. Температура днём −15°С, ночью −18°С ÷ −32°С. Период со среднесуточной температурой выше 0 градусов начинается с апреля и продолжается до октября. Лето сухое и тёплое, в горах — прохладное и короткое. Температура днём +16°С ÷ +20°С, в горах +10°С ÷ +16°С, в жаркую погоду до +30°С (максимальная +38°С). Осень сухая и ясная. Температура днём +8°С ÷ +10°С, (редко +15°С), ночи с морозами до −5°С ÷ −10°С. Ветры летом преобладают западные и северо-западные, зимой восточные и юго-восточные. Период со среднесуточной температурой выше 10 градусов составляет 125 дней.

## История
Был образован в 1941 году. В 1961 году упразднён, а его территория вошла в Улуг-Хемский кожуун, восстановлен вновь в 1992 году.

## Население
| 2000  | 2002  | 2004  | 2005  | 2006  | 2007  | 2008  | 2009  |
| ----- | ----- | ----- | ----- | ----- | ----- | ----- | ----- |
| 6765  | ↘6532 | ↘6448 | ↘6335 | ↗6376 | ↗6419 | ↗6521 | ↗6562 |
| 2010  | 2011  | 2012  | 2013  | 2014  | 2015  | 2016  | 2017  |
| ↘6036 | ↘6025 | ↘6013 | ↘5932 | ↗6028 | ↗6087 | ↘6058 | ↗6127 |
| 2018  | 2019  | 2020  | 2021  |       |       |       |       |
| ↗6134 | ↗6147 | ↗6179 | ↘6173 |       |       |       |       |

Население было переселено из зоны затопления Саяно-Шушенского водохранилища на правый берег реки Чаа-Холь.

## Территориальное устройство
В Чаа-Хольском кожууне 4 сумона (сельских поселения):
| № | Сумон (сельское поселение) | Административный центр | Количество населённых пунктов | Население | Площадь, км2 |
| - | -------------------------- | ---------------------- | ----------------------------- | --------- | ------------ |
| 1 | Ак-Дуругский               | село Ак-Дуруг          | 1                             | ↗1377     | 46,98        |
| 2 | Кызыл-Дагский              | село Булун-Терек       | 1                             | ↘1085     | 18,56        |
| 3 | Чаа-Хольский               | село Чаа-Холь          | 1                             | ↗3355     | 37,19        |
| 4 | Шанчы                      | село Шанчы             | 1                             | ↘317      | 8,53         |

### Населённые пункты
В Чаа-Хольском кожууне 4 населённых пункта.
| № | Населённый пункт | Тип  | Население | Сумон (сельское поселение) |
| - | ---------------- | ---- | --------- | -------------------------- |
| 1 | Ак-Дуруг         | село | ↗1407     | Ак-Дуругский               |
| 2 | Булун-Терек      | село | ↘1067     | Кызыл-Дагский              |
| 3 | Чаа-Холь         | село | ↗3394     | Чаа-Хольский               |
| 4 | Шанчы            | село | ↘305      | Шанчы                      |

### Упразднённые населённые пункты
Посёлок Дорожно-Ремонтное Строительное Управление.

## Экономика
Кожуун является сельскохозяйственным, в основном ориентированным на животноводство.